# Ronald Howard
Ronald Howard (Londres, 7 de abril de 1918 – Dorset, 19 de dezembro de 1996) foi um ator e escritor inglês conhecido por ter protagonizado a série Sherlock Holmes em 1954.  Ele era filho do ator Leslie Howard. 

## Primeiros anos
Howard nasceu em South Norwood, Londres, filho de Ruth Evelyn (nome de solteira: Martin) e so ator de teatro e cinema Leslie Howard. Howard frequentou a Tonbridge School. Depois de se licenciar na Jesus College, da Universidade de Cambridge, Ronald Howard tornou-se jornalista, mas mais tarde decidiu ser ator. 

## Carreira no cinema
Howard estreou-se no cinema com um pequeno papel em Pimpernel Smith (1941), um filme realizado e protagonizado pelo seu pai, embora o papel de Howard tenha acabado cortado do filme. No início dos anos 1940, Howard ganhou experiência como ator no teatro regional, nos palcos de Londres e, finalmente, em filmes, sendo a sua estreia oficial em 1947 no filme While the Sun Shines. Howard teve papéis em alguns filmes conhecidos como The Queen of Spades (1949) e The Browning Version (1951). Em 1950, o ator interpretou o papel de Will Scarlet no episódio com o mesmo nome do clássico da televisão britânica de 1950 The Adventures of Robin Hood, protagonizado por Richard Greene. A personagem de Scarlet foi posteriormente interpretada por Paul Eddington . 
A série de televisão Sherlock Holmes de 1954, baseada nas personagens de Arthur Conan Doyle e produzida por Sheldon Reynolds, teve 39 episódios com Howard no papel Holmes e Howard Marion-Crawford no papel de Watson. Além dos lançamentos em DVD do século XXI, em 2006 e 2014, esta série foi transmitida no Reino Unido pelo canal de satélite Bonanza. 
Howard continuou a ter papéis em filmes britânicos mais obscuros ao longo das décadas de 1950 e 1960, sendo o mais famoso deles, The Curse of the Mummy's Tomb (1964), além de alguns papéis como convidado em séries britânicas e americanas de pouca qualidade nas década de 1960. Sobre a sua carreira em filmes B britânicos, os historiadores de cinema Steve Chibnall e Brian McFarlane escreveram: "Apesar de ser bonito, louro (e de ser bastante parecido com o seu pai) e da sua personalidade afável, faltavam-lhe qualidades natas para ser uma estrela". 
Em meados da década de 1970, Howard foi forçado a desistir da sua carreira como ator e abriu uma galeria de arte. 

## In Search of My Father
Na década de 1980, Howard escreveu In Search of My Fayher: A Portrait of Leslie Howard (À Procura do meu Pai: Um Retrato de Leslie Howard), uma biografia que cobre a carreira e a morte misteriosa do seu pai, cujo avião onde viajava foi abatido sobre o Golfo da Biscaia em 1 de junho de 1943. A sua conclusão (que permanece em disputa) foi de que o objetivo dos alemães em derrubar o avião era de matar o seu pai, que viajava pela Espanha e Portugal, a dar palestras sobre cinema. Howard também acreditava que o seu pai se tinha dirigido a estes países para se encontrar com propagandistas locais e procurar apoio para a causa dos aliados. 
Os alemães suspeitavam de atividades clandestinas, uma vez que os agentes alemães estavam ativos em toda a Espanha e Portugal que, à semelhança da Suíça, eram uma encruzilhada para pessoas de ambos os lados do conflito, mas ainda mais acessível aos cidadãos aliados. 
O livro explora detalhadamente as ordens alemãs escritas para o Ju 88 Staffel com sede na França, para interceptar a aeronave, bem como comunicados do lado britânico que verificam os relatórios de inteligência da época, indicando um ataque deliberado a Howard.  Ronald Howard estava convencido de que a ordem para abater o avião tinha vindo diretamente de Joseph Goebbels, o ministro nazi de propaganda, que fora ridicularizado num dos filmes de Leslie Howard e que acreditava que ele era o propagandista britânico mais perigoso.  

## Filmografia
- Romeo and Juliet (1936) - Pequeno papel secundário (não creditado)
- "Pimpernel" Smith (1941) - Pequeno papel (não creditado)
- While the Sun Shines (1947) - Earl of Harpenden
- Night Beat (1947) - Andy Kendall
- My Brother Jonathan (1948) - Harold Dakers
- Bond Street (1948) - Steve Winter
- The Queen of Spades (1949) - Andrei
- Now Barabbas (1949) - Roberts Bank Cashier
- Double Confession (1950) - Hilary Boscombe
- Portrait of Clare (1950) - Ralph Hingston
- Flesh and Blood (1951) - Purley
- The Browning Version (1951) - Gilbert
- Assassin for Hire (1951) - Detective Inspector Carson
- Night Was Our Friend (1951) - John Harper
- Wide Boy (1952) - Inspector Carson
- Black Orchid (1953) - Dr. John Winnington
- Street Corner (1953) (aka Both Sides of the Law) - David Evans
- Noose for a Lady (1953) - Dr. Evershed
- Glad Tidings (1953) - Corporal Brayne R.A.F.
- Flannelfoot (1953) - Detective Sgt. Fitzgerald
- The Hideout (1956) - Robert Grant
- Drango (1957) - Clay Allen
- Light Fingers (1957) - Michael Lacey
- The House in the Woods (1957) - Spencer Rowland
- I Accuse! (1958) - Capt. Avril
- Gideon's Day (1958) - Paul Delafield
- Moment of Indiscretion (1958) - John Miller
- No Trees in the Street (1959) - Detective Sergeant Frank Collins
- Babette s'en va-t-en guerre (1959) - Fitzpatrick
- Man Accused (1959) - Bob Jenson
- Alcoa Presents: One Step Beyond (1960), "The Haunting", Segunda temporada, episódio 15
- The Malpas Mystery - Dick Shannon
- The Spider's Web (1960) - Jeremy
- Compelled (1960) - Paul Adams
- The Monster of Highgate Ponds (1961) - Uncle Dick
- The Naked Edge (1961) - Mr. Claridge
- Come September (1961) - Spencer
- Murder She Said (1961) - Eastley
- Fate Takes a Hand (1961) - Tony
- The Spanish Sword (1962) - Sir Richard Clovell
- Skin Game (1962) - Inspector Gordon
- Live Now, Pay Later (1962) - Cedric Mason
- Nurse on Wheels (1963) - Dr. Harold Golfrey
- Operation Mermaid (1963) - Bill Webb
- Siege of the Saxons (1963) - Edmund
- Bomb in the High Street (1963) - Capt. Manning
- The Curse of the Mummy's Tomb (1964) - John Bray
- Weekend at Dunkirk (1964) - Robinson
- Africa Texas Style (1967) - Hugo Copp
- Run a Crooked Mile (1969, TV Movie) - Inspector Huntington
- The Hunting Party (1971) - Watt Nelson
- Persecution (1974) - Dr. Ross
- Take a Hard Ride (1975) - Halsey (último papel no cinema)